# Stanisław Wojciech Okoniewski
Stanisław Wojciech Okoniewski (Popów, 21 aprile 1870 – Lisbona, 1º maggio 1944) è stato un vescovo cattolico polacco.

## Biografia
Monsignor Stanisław Wojciech Okoniewski nacque a Popów il 21 aprile 1870 ed era figlio maggiore di Jan, un'insegnante, e Stanisława (nata Likowski), sorella dell'arcivescovo di Gniezno e Poznań Edward Likowski.

### Formazione e ministero sacerdotale
Dal 1882 al 1884 studiò alla scuola media di Trzemeszno e in seguito alla scuola media "Santa Maria Maddalena" di Poznań. Lì organizzò circoli clandestini della Società Tomasz Zan. Dal 1891 studiò teologia nei seminari di Poznań e Gniezno.
Il 23 giugno 1895 fu ordinato presbitero a Poznań. Fu vicario parrocchiale di Bezdrów e poi parroco di Bnin e Kościelec. Curò anche la rivista Przegląd Kościelny. Per tre semestri seguì lezioni di filosofia ed economia all'Accademia reale di Poznań. Dal 20 luglio 1905 fu eletto vicepresidente della neo-istituita "Società di cultura e letteratura polacca per il Reich tedesco con scopo dell'assistenza reciproca". L'anno successivo difese l'insegnamento in lingua polacca della religione durante gli scioperi scolastici. Per questo, il 6 marzo 1907 fu condannato a sei settimane di prigione che scontò a Wronki. Partecipò ai congressi eucaristici di Colonia (nel 1909) e di Vienna (nel 1913). Si recò in pellegrinaggio a Roma nel 1908 e nel 1913. Ottenne il titolo di cameriere pontificio. Pubblicò per riviste teologiche numerosi articoli e recensioni, nonché una traduzione separata dell'enciclica di papa Pio X "Sui principi dei modernisti" (nel 1908) e la biografia di padre Augustyn Jaskulski. Scrisse anche "Sull'educazione" (1909) e "Materiale per lezioni nelle società dei lavoratori" (1909). Nel 1912, in occasione del 300º anniversario della morte di padre Piotr Skarga, pubblicò a Poznań un'opera intitolata "La Sacra Bibbia nelle opere di Piotr Skarga". Scrisse diversi articoli sulle attività di padre Skarga. Fu membro della Società degli amici delle scienze di Poznań e co-fondatore della sua Facoltà di teologia nel 1916.

### Ministero episcopale
Il 14 dicembre 1924 papa Pio XI lo nominò vescovo coadiutore di Chełmno e titolare di Podalia. Ricevette l'ordinazione episcopale il 25 aprile 1926 dal vescovo di Płock Antoni Julian Nowowiejski, co-consacranti il vescovo ausiliare di Gniezno e Poznań Stanisław Kostka Łukomski e il vescovo di Katowice August Hlond.
Nel 1926 gli fu conferito il titolo di dottorato honoris causa dall'Università Jagellonica di Cracovia.
Il 4 ottobre 1926, giorno della morte di monsignor Augustinus Rosentreter, gli succedette nella medesima sede. Fu il primo vescovo polacco di Chełmno dopo l'annessione di quel territorio alla Repubblica di Polonia. Fu coinvolto nel rinnovamento della vita religiosa, condusse un sinodo diocesano nel 1928, riorganizzò gli uffici ecclesiastici e fondò il museo diocesano a Pelplin. Sostenne numerose attività di beneficenza e la cura pastorale della gente del mare. Nel 1930 benedisse la nave scuola Dar Pomorza. Grazie alla partecipazione a molte cerimonie di inaugurazioni di navi, gli piaceva essere chiamato "il vescovo del mare". In diocesi promosse il culto dell'Eucaristia e del Sacro Cuore di Gesù.
Il 13 dicembre 1938 a Pelplin gli fu conferito il "Corvo bianco" e un premio per i suoi servizi nel campo della bibliofilia, della biblioteconomia e della scienza.
Dopo lo scoppio della seconda guerra mondiale, si recò in Romania, quindi in Italia, Francia e Portogallo.
Morì a Lisbona il 1º maggio 1944 all'età di 74 anni. Inizialmente fu sepolto nella tomba della famiglia Da Silva Belo nel Cemitério dos Prazeres. Il 6 novembre 1972 le sue spoglie furono trasferite in Polonia e sepolte solennemente nella cripta della cattedrale dell'Assunzione di Maria Vergine di Pelplin.

## Genealogia episcopale e successione apostolica
La genealogia episcopale è:
- Cardinale Scipione Rebiba
- Cardinale Giulio Antonio Santori
- Cardinale Girolamo Bernerio, O.P.
- Vescovo Claudio Rangoni
- Arcivescovo Wawrzyniec Gembicki
- Arcivescovo Jan Wężyk
- Vescovo Piotr Gembicki
- Vescovo Jan Gembicki
- Vescovo Bonawentura Madaliński
- Vescovo Jan Małachowski
- Arcivescovo Stanisław Szembek
- Vescovo Felicjan Konstanty Szaniawski
- Vescovo Andrzej Stanisław Załuski
- Arcivescovo Adam Ignacy Komorowski
- Arcivescovo Władysław Aleksander Łubieński
- Vescovo Andrzej Mikołaj Stanisław Kostka Młodziejowski
- Arcivescovo Kasper Kazimierz Cieciszowski
- Vescovo Franciszek Borgiasz Mackiewicz
- Vescovo Michał Piwnicki
- Arcivescovo Ignacy Ludwik Pawłowski
- Arcivescovo Kazimierz Roch Dmochowski
- Arcivescovo Wacław Żyliński
- Vescovo Aleksander Kazimierz Bereśniewicz
- Arcivescovo Szymon Marcin Kozłowski
- Vescovo Mečislovas Leonardas Paliulionis
- Arcivescovo Bolesław Hieronim Kłopotowski
- Arcivescovo Jerzy Józef Elizeusz Szembek
- Arcivescovo Apolinary Wnukowski
- Arcivescovo Antoni Julian Nowowiejski
- Vescovo Stanisław Wojciech Okoniewski

La successione apostolica è:
- Vescovo Konstantyn Dominik (1928)